# امامزاده یوسف (طالقان)
امامزاده یوسف مربوط به هزاره اول قبل از میلاد است و در شهرستان طالقان،، روستای وشته واقع شده و این اثر در تاریخ ۱۲ بهمن ۱۳۸۱ با شمارهٔ ثبت ۷۰۷۶ به‌عنوان یکی از آثار ملی ایران به ثبت رسیده است.